# Stadium MK
Stadiummk (inicialmente nombrado como Estadio: MK , estilísticamente Estadio Mk, y también conocido localmente como "Estadio Denbigh") es un estadio de fútbol ubicado en Denbigh, en el distrito de Milton Keynes (Buckinghamshire, Inglaterra). Diseñado por Populous, la primera fase de la construcción fue encargada por la empresa "Buckingham Group Contracting". Es el estadio que utiliza de local el Milton Keynes Dons FC.
El estadio fue inaugurado oficialmente el 29 de noviembre de 2007 por la Reina Isabel II.
La construcción del estadio sólo utiliza 2 gradas con una capacidad de 30 500 espectadores. Si es necesario, existe la opción de aumentar la capacidad del estadio a 45 000, con la incorporación de un tercer nivel, hasta la altura máxima del techo. El diseño se ajusta a la Regulación de infraestructuras de los estadios de la UEFA, y su superficie del juego es de Césped Híbrido incluyendo el sistema Desso GrassMaster.
Además de partidos de fútbol, el estadio es utilizado en ocasiones por la Unión de Rugby. En mayo de 2008, Saracens (quien en ese momento compartía estadio con el Watford en Vicarage Road ) jugó contra el Bristol en este estadio, ya que Watford necesitaba su estadio para un campeonato de play-off. En 2011, Northampton Saints RFC utilizó el terreno de juego para los cuartos de la Copa Heineken y los partidos de semifinal, ya que su estadio es demasiado pequeño para los grandes eventos.
Saracens volvió a utilizar el Estadio Mk para jugar un partido contra el Northampton Saints el 30 de diciembre de 2012, por la Aviva Premiership mientras que su nuevo estadio en Barnet Copthall todavía estaba en construcción. 
El estadio fue la sede de tres partidos en la Copa del Mundo de Rugby 2015. El 8 de octubre de 2012, los organizadores de la Copa Mundial de Rugby de 2015 anunciaron que el estadio era uno de los 17 preseleccionados para una evaluación detallada, lo que llevó a que la elección final de 12 estadios se anunciara en marzo de 2013. anunciado como sede de la Copa Mundial de Rugby 2015 el 2 de mayo, y con la capacidad del lugar para ampliarse a 32.000, albergó tres partidos. El primero fue un partido del Grupo D entre Francia y Canadá el 1 de octubre de 2015, en el que Francia ganó 41-18 ante 28 145 asistentes. El segundo fue un partido del Grupo B entre Samoa y Japón dos días después, en el que Japón ganó 26-5 ante 29 019 asistentes. El tercero y último fue un partido del Grupo A entre Fiyi y Uruguay tres días después, con una victoria de Fiyi por 47-15, un encuentro que supuso un nuevo récord de asistencia al estadio, con 30 048 asistentes.

## Antecedentes
El estadio fue propuesto por primera vez en mayo de 2002, cuando Wimbledon FC recibió permiso para trasladarse a Milton Keynes desde su lugar de origen a unos 60 millas (97 km) de distancia, en el sur de Londres. En principio estaba previsto que el nuevo estadio estaría listo para la temporada 2004-05, pero tuvieron que pasar tres años para la apertura del estadio. Mientras tanto, Wimbledon había jugado en el antiguo Estadio Nacional de Hockey de Inglaterra y había sido renombrado como Milton Keynes Dons.

## Tamaño del estadio y su uso actual
Inicialmente se temía que el tamaño del estadio fuera muy grande para el uso que se podría dar y que habrían sido demasiados optimista a la hora de diseñarlo. Aunque las asistencias aumentaron desde que se abandonó el estadio nacional de hockey, el estadio aún tiene que vender para los juegos de los Dons.
El promedio de asistencia al MK en los juegos de los Dons fue de 10,550 durante la temporada 2008-09 de la League One, permaneciendo por debajo de la mitad de la capacidad del estadio. En la temporada 2009/10, los Dons clasificaron sexto de los 24 equipos de la League One, y el promedio de asistencia para la temporada 2012-2013 fue sólo de 8612.
El récord de asistencia para un partido de fútbol en el Estadio MK fue el sábado 29 de marzo de 2014, cuando una multitud de 20 516 espectadores apareció para ver al Milton Keynes Dons de la League One en un partido contra el Wolverhampton Wanderers. Wolves rompió el récord de asistencia de fanáticos a distancia llevando al estadio un poco más de 8000 hinchas.

## Eventos
Aunque la reina Isabel II inauguró oficialmente el estadio en noviembre de 2007, fue sede de su primer partido el 18 de julio de 2007, en un partido contra un combinado de Chelsea XI, que finalizaría con una victoria por 4-3 para los locales. Más tarde, en julio, jugarían un partido el combinado de Inglaterra Legends XI versus Mundial Legends XI en memoria del fallecido futbolista inglés Alan Ball. En noviembre de 2007, el estadio albergó su primer partido FIFA de fútbol internacional, cuando la Selección Inglesa sub-21 jugó contra la Sub-21 de Bulgaria un partido de clasificación de la UEFA a la Euro 2009. Desde entonces, el estadio ha sido utilizado en varias ocasiones para acoger a la selección Inglaterra Sub-21 en partidos internacionales, como un partido de preparación en junio de 2009 para el Campeonato Europeo Sub-21 de 2009  contra Azerbaiyán Sub-21 (Donde los locales ganaron con un rotundo 7-0). El estadio fue utilizado como un punto central para las celebraciones del 40 aniversario de Milton Keynes que tuvieron lugar durante el año 2007.
El estadio celebró su primer aniversario el 8 de mayo de 2008, cuando fue sede de su primer partido de Rugby XV. En la Guinness Premiership, los Saracens jugaron contra el Bristol lejos de su habitual estadio "Vicarage Road", ya que el Watford FC tenía un compromiso en dicho estadio por un partido de Play-Off.
El 5 de junio de 2010, el estadio recibió repleto, un amistoso internacional; donde Ghana venció a Letonia por 1-0 en su último entrenamiento antes de la Copa del Mundo en Sudáfrica .
El 1 de junio de 2014, el estadio fue sede de la Final de la FA Cup Femenina 2013-14, donde el Arsenal derrotó a Everton por 2 goles a cero.

## Otras instalaciones
Los planos del complejo incluían un pabellón deportivo MK, que iba a acoger a los Marshall Milton Keynes Lions, un equipo profesional de baloncesto. Sin embargo, los desarrollos comerciales que habrían proporcionado la financiación del proyecto, se han visto aplazados debido a la situación económica que vivía el continente, dejando a los Leones sin su sede. 
Tras la conclusión de la temporada 2011-12, a pesar de las súplicas a muchas empresas locales, los Leones no pudieron asegurarse un lugar en Milton Keynes, lo que resultaría un traslado hacia el sur hasta el Copper Box, un espacio multi-deportivo que se utilizó para los Juegos Olímpicos de Verano 2012. Los Leones jugaron su primer partido en el Copper Box el 14 de agosto de 2013 frente a un estadio repleto de espectadores.

## ElEstablode la Tribuna Sur
El tribuna Sur del Estadio MK es conocida como Cowshed ("Establo de las Vacas") por la hinchada de los Dons, ya que Milton Keynes es conocido por sus vacas de concreto. Este apodo se utilizó también para el equipo local en el campo anterior de los Dons en Milton Keynes, el Estadio Nacional de Hockey, ahora demolido.
La tribuna Norte se conoce extraoficialmente como The Boycott End ("El final del boicot"), después de que los seguidores del AFC Wimbledon anunciaran un boicot al primer partido entre los dos equipos en 2012,pero luego cambiaron de opinión y agotaron las entradas, llevando a más de 3 000 aficionados al partido.
Las gradas laterales se reciben su nombre por su posición: son las gradas Este y Oeste.

## Rugby

### Premiership
Saracens FC fue el primer club que disputó un partido de Rugby en el estadio MK cuando Bristol lo visitó el 10 de mayo de 2008, proporcionando un gran escenario para la aparición n.º 288 del último ganador de la Copa del Mundo de Rugby 2003 Richard Hill con los hombres de negro. Un intento de última hora de Kameli Ratuvou, aseguró 15 años de carrera en el club de la colina el cual terminó con una victoria. 

### Copa Heineken
El 24 de enero de 2011, el Northampton Saints anunció que sus partidos por los cuartos de final de la Heineken Cup 2010-11 contra el Úlster se llevaría a cabo en el StadiumMK, porque su estadio "Franklin's Gardens" es demasiado pequeño como para cumplir con los mínimos de 15 000 asientos exigidos por los organizadores.
Los Saints habían indicado previamente que podrían desempeñar los futuros juegos grandes en StadiumMK, debido a que su propuesta de ampliar el "Franklin's Gardens" usando una habilitación (supermercado ASDA) ha tropezado con dificultades de planificación.
De acuerdo con ello, su partido de cuartos de final se jugó en el estadio el domingo 10 de abril de 2011 frente a una entonces multitud récord del estadio de 21 309 espectadores, quienes fueron testigos de que los Saints  ("locales" ese día) venciera a Úlster 23 -13. Asegurando así a los Saints  un lugar en la semifinal de la Copa Heineken en el que venció a USA Perpignan , otra vez en el StadiumMK,
El 21 de enero de 2012, Northampton Saints jugó su último partido de la Copa Heineken temporada 2011-12 en el StadiumMK contra Munster. Los Saints fueron vencidos 36-51 pero el partido estableció un nuevo récord de asistencia estadio de 22 220.

### Rugby World Cup 2015
El 8 de octubre de 2012, los organizadores de la Copa del Mundo de Rugby 2015 anunciaron que el estadio fue uno de los diecisiete para ser preseleccionado para la evaluación detallada, lo que lleva a la elección final de los doce estadios que serán anunciados en marzo de 2013. Fue oficialmente anunciado como sede de la Copa del Mundo de Rugby 2015,, el 2 de mayo anunciaron que incrementarán la capacidad del recinto a 32 000 espectadores, ya que será la sede de 3 partidos.
| Grupo | Fecha                | Local   | Resultado | Visitante | Espectadores |
| ----- | -------------------- | ------- | --------- | --------- | ------------ |
| D     | 1 de octubre de 2015 | Francia | 41-18     | Canadá    | 28 145       |
| B     | 3 de octubre de 2015 | Samoa   | 5-26      | Japón     | 29 019       |
| A     | 6 de octubre de 2015 | Uruguay | 47-15     | Fiyi      | 30 048       |

## Vista del estadio

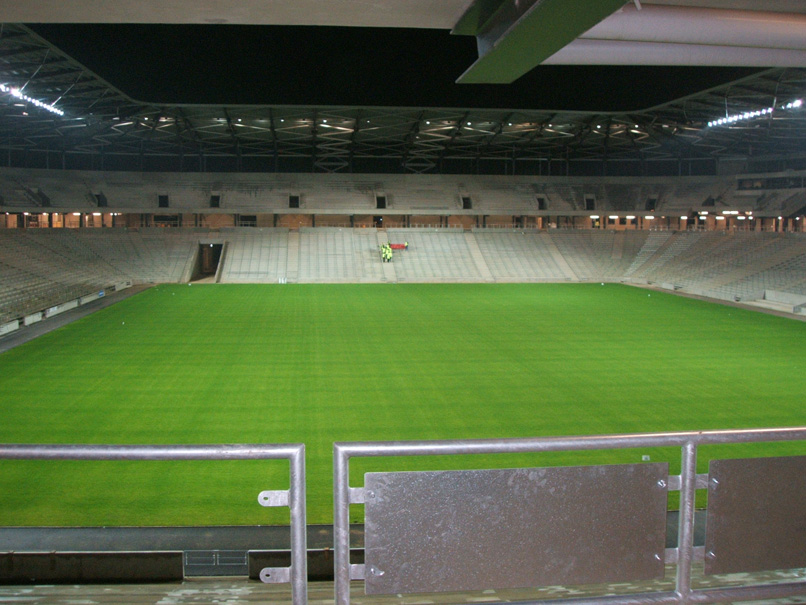
La vista de la cancha a la Grada Sur
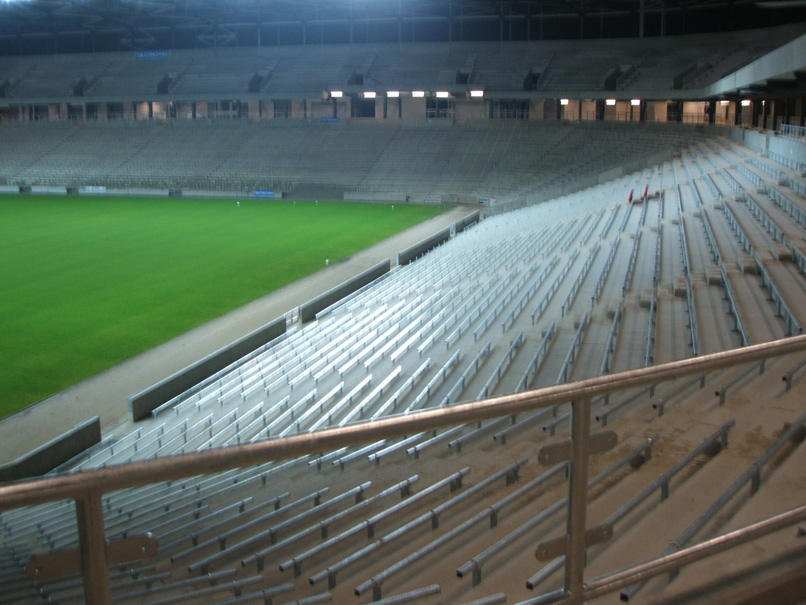
El lado Sur el 22 de febrero de 2007
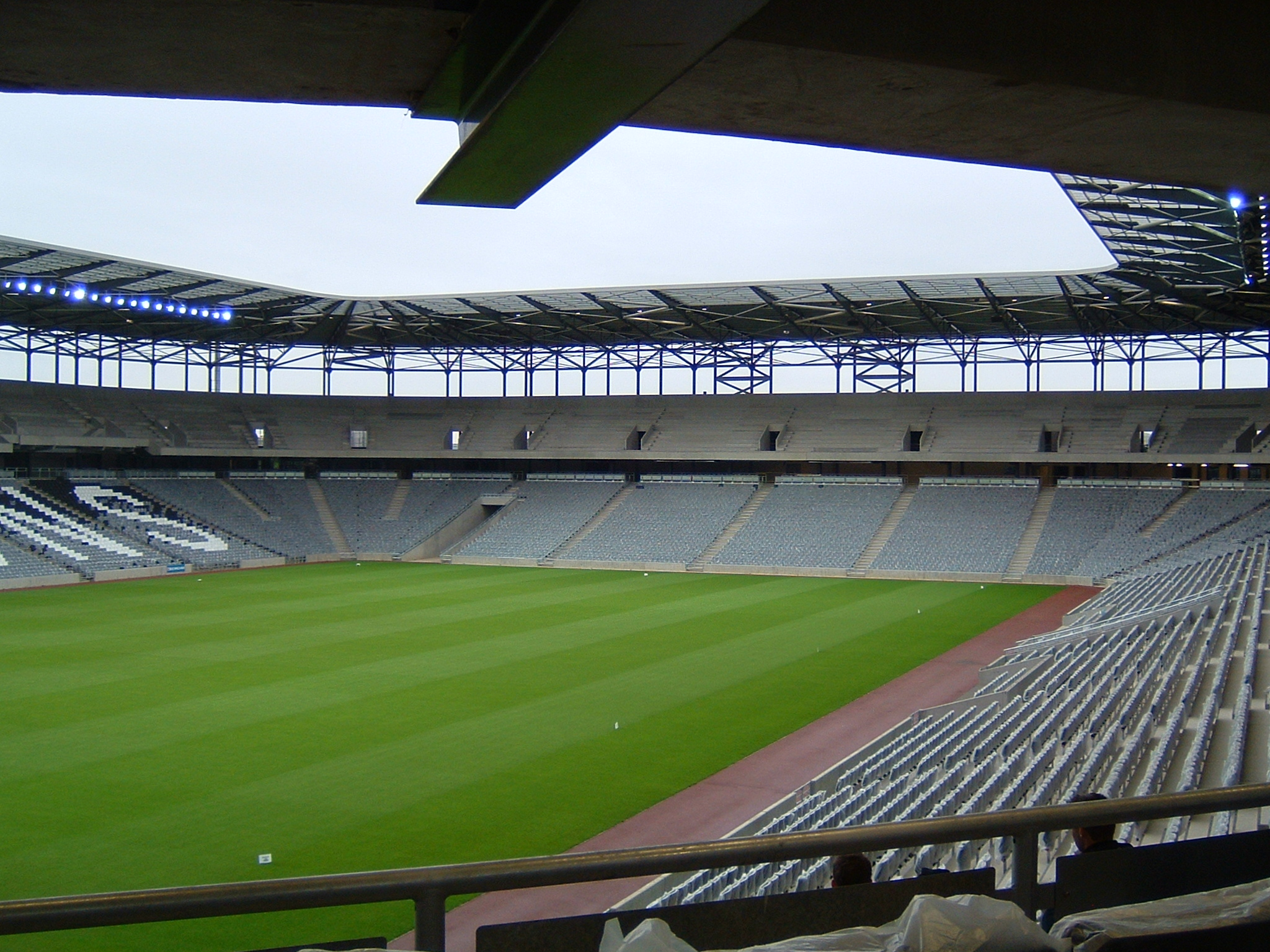
El lado Sur (Establo) parte de Estadio de Denbigh a partir del 16 de mayo de 2007